# 阿拉伯文数字

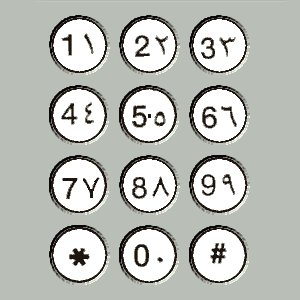
当代埃及电话按钮。

阿拉伯文数字是阿拉伯文形式的印度-阿拉伯数字，在阿拉伯语被称为“印度数字”（‎ ），在Unicode被称为阿拉伯-印度文数字（Arabic-Indic Digit）。这种数字通用于大多数使用阿拉伯文的国家，包括阿拉伯国家和大多其他西亚国家。这种数字由印度在中世纪引入阿拉伯，不过被引入的版本跟印度本土的版本相比，已经有很大的差异了。在中世纪，北非也使用过这种数字。之后，这种数字又从北非被引入意大利，进入欧洲国家，慢慢地成为当今通用的阿拉伯数字。
现在世界上主要有两种阿拉伯文数字：
- 中东国家使用的阿拉伯文数字，又称标准阿拉伯文数字
- 伊朗、阿富汗、巴基斯坦、和印度的一些语言使用的东阿拉伯数字

同阿拉伯文不一样，当代的阿拉伯文数字一般从左向右排列。而在一些古典作品里是从右向左排列的。
| 数值 | 中东阿拉伯文数字 标准阿拉伯文数字 | 东阿拉伯文数字                         |
| 地区 | 阿拉伯国家                        | 伊朗、阿富汗、巴基斯坦、及印度部分地区 |
| ---- | --------------------------------- | -------------------------------------- |
| 0    | ‎                                  | ‎                                       |
| 1    | ‎                                  | ‎                                       |
| 2*   | ‎                                  | ‎                                       |
| 3    | ‎                                  | ‎                                       |
| 4    | ‎                                  | ‎                                       |
| 5    | ‎                                  | ‎                                       |
| 6    | ‎                                  | ‎                                       |
| 7    | ‎                                  | ‎                                       |
| 8    | ‎                                  | ‎                                       |
| 9    | ‎                                  | ‎                                       |

*在埃及，“二”通常用另一种写法。

## 参閲
- 印度-阿拉伯数字系统
- 阿拉伯数字